# Conacul familiei Mimi
Conacul familiei Mimi este un monument de arhitectură de importanță națională din localitatea Bulboaca (raionul Anenii Noi), Republica Moldova, construit spre sfârșitul secolului al XIX-lea de către vinificatorul și politicianul Constantin Mimi.